# Frédéric Mompo

Frédéric Mompo (né le 19 novembre 1965 à Montpellier) est un culturiste français plusieurs fois champion du monde de culturisme et Monsieur Univers. Il commence la musculation à l'âge de 16 ans et participe à sa première compétition à 23 ans. Après avoir concouru dans les épreuves de Force Athlétique, il participe en 1998 à des compétitions de bodybuilding. Très rapidement, il devient formateur, puis formateur de formateurs et entraineur au sein de la Fédération française d'haltérophilie-musculation (FFHM). En parallèle, il se spécialise dans le coaching de personnalités. Il a également co-écrit plusieurs ouvrages traitant de musculation et de diététique.

## Biographie

### Carrière sportive
Il débute la musculation après un grave accident de deux roues et commence ses premières compétitions en force athlétique avec la FFHMFAC. Ses meilleures performances dans cette discipline dans la catégorie - de 75 kg sont :
- Squat : 252,5 kg
- Développé couché : 162,5 kg
- Soulevé de terre : 232,5 kg

Il fait ensuite une carrière de culturiste où il devient l'un des meilleurs Français dans les compétitions dites "naturelles". Il sera cinq fois champion du monde de culturisme dans trois catégories différentes : deux fois en moins de 65 kg, deux fois en moins de 70 kg et une fois en moins de 75 kg. Il devient professionnel NGA (Natural Gym Association) en 2001.

### Carrière professionnelle
En 1985, Frédéric Mompo obtient son premier diplôme d’État (BEAM), il enseigne alors au Gymnase Club, puis au Cercle Tissier. En 2007, il obtient son BEES – H.A.C.U.M.E.S.E 1er degré. Il devient formateur fédéral de culturisme au sein de la FFHMFAC et président de la commission culturiste d’Ile-de-France. En 2008, il obtient le BEES – H.A.C.U.M.E.S.E 2e degré et le brevet fédéral d’Entraineur (Expert entraîneur). Cette même année, il est nommé entraîneur de l’équipe de France de culturisme au sein de la FFHMFAC. En 2012, il crée sa propre sa salle de sport située à Vincennes : Studio Sport by Fred Mompo.
Outre ses fonctions d'entraineur, Frédéric Mompo se spécialise dans le coaching. Il sera ainsi préparateur physique et conseiller en diététique de personnalités du monde du spectacle, du cinéma et de la télévision : en amont de tournages pour des rôles spécifiques Tomer Sisley (Truands, Largo Winch 1 et 2), Jean-Pierre Martins (La Môme), Samuel Le Bihan (Frontière(s), La mentale et Mesrine 2), François-Xavier Demaison (Coluche, l'histoire d'un mec), Benoit Magimel (Les petits mouchoirs), Pierre Niney (Yves Saint Laurent) ou dans l'accompagnement régulier pour un bien-être personnel : Sonia Rolland, Virginie Ledoyen, Dany Boon et Benjamin Castaldi.
En 2012, Frédéric Mompo anime l'émission Je peux le faire sur TMC. En 2014, il participe au programme Internet Diet Story avec son ami Benjamin Castaldi. En 2013, il apparaît dans le film 11.63

## Palmarès

### Culturisme
- 1999 : Catégorie -70 kg champion du Monde UIBBN[5]
- 2001 :
  - Catégorie -70 kg 1er au grand Prix Galaxie International à New York
  - Catégorie -70 kg champion de France Elite
  - Catégorie -70 kg champion d’Europe
  - Catégorie Couple champion d’Europe
  - Catégorie -65 kg champion du Monde UIBBN[5]
- 2002 :
  - 6e toutes catégories championnats international pro NGA à Miami
  - Catégorie -70 kg 3e aux championnats d’Europe
  - Catégorie -65 kg champion du Monde UIBBN[5]
- 2003 :
  - Catégorie -70 kg champion de France Elite
  - Catégorie -70 kg 3e aux championnats d’Europe
  - Catégorie -70 kg 1er Monsieur Univers aux championnats international NGA à Miami
  - Catégorie -70 kg 3e aux championnats du Monde UIBBN[5]
- 2004 :
  - Catégorie -70 kg 2e aux championnats de France Elite
  - Catégorie -70 kg 3e aux championnats d’Europe
  - Catégorie -75 kg 2e Coupe de France
  - Catégorie -70 kg champion du Monde
- 2005 :
  - Catégorie -75 kg 1er aux championnats de France Elite
  - Catégorie -75 kg 4e aux championnats d’Europe
  - Catégorie -75 kg 4e à MuscleMania[6] univers à Miami
  - Catégorie -75 kg 3e à la Coupe de France
  - Catégorie -75 kg champion du Monde UIBBN[5]
- 2007 :
  - Catégorie -75 kg 2e de la Coupe de France
  - Catégorie -75 kg 3e championnats du Monde
  - Catégorie -75 kg 6e au Musclemania univers à Miami
- 2009 : Catégorie -75 kg 2ème au Musclemania univers à Miami
- 2010 :
  - Catégorie -75 kg  Vainqueur au Musclemania[7] univers à Miami9
  - vainqueur « Toutes Catégories »  au Musclemania univers à Miami
  - Catégorie -70 kg 3e championnat du Monde UIBBN
- 2011:
  - Catégorie Professionnel -85 kg 5e au Musclemania[8] univers Pro à Miami10
  - Catégorie Professionnel -85 kg 4e au Musclemania world Pro à Las Vegas
- 2014
  - Catégorie Professionnel -85 kg 1er  au Musclemania world à Paris
  - Catégorie Professionnel -85 kg 4e au Musclemania world Pro à Las Vegas
- 2015
  - Catégorie Professionnel -85 kg 3e au Musclemania[9] univers Pro à Miami
  - Catégorie Professionnel -85 kg 2e au Musclemania world Pro à Las Vegas
- 2016
  - Catégorie Master + 50 - 80 kg Champion de France IFBB
  - Catégorie Master + 50 - 80 kg Champion de Europe IFBB
  - Catégorie Master + 50 - 80 kg 5e à Monde IFBB

### Reconnaissances
- Médaille d'argent de la jeunesse et des sports (2014)
- Médaille de bronze de la Jeunesse et des Sports (2007)
- Trophée du Fair Play AFCAM, lutte contre le racisme et la discrimination dans le sport et la sécurité routière (2015)
- Médaille d'or de la Fédération française d’haltérophilie, musculation, force athlétique et culturisme (2013)
- Médaille d'argent de la Fédération française d’haltérophilie, musculation, force athlétique et culturisme (2007)
- Médaille de bronze de la Fédération française d’haltérophilie, musculation, force athlétique et culturisme (2004)